# Roland Chavigny
Pour les articles homonymes, voir Chavigny.
Roland Chavigny, né le 27 novembre 1950 à Villamblain (Loiret), est un haltérophile français non professionnel.

## Palmarès
Roland Chavigny obtient le titre de champion de France Sénior à 5 reprises entre 1975 et 1980.
Il participe aux Jeux olympiques d'été de 1976 à Montréal et termine à la 8e position (4e à l'arraché et 9e à l'épaulé-jeté) dans la catégories des moins de 67,5 kg,.
Entre 1990 et 2017, il obtient 9 fois le titre de champion du Monde Vétéran.